# فأر وحشي
الفأر الوحشي (الاسم العلمي:†Theridomys) هو جنس منقرض من القوارض يتبع فصيلة الفئران الوحشية من رتيبة سنجابيات الشكل. وهو من القوارض المنقرضة التي عاشت في أوروبا الغربية خلال عصر الأيوسين وأوليغوسين. يرتبط الفأر الوحشي بالسناجب الموجودة اليوم وهو جنس كبير نسبيا إذ يضم حوالي ثلاثين نوعًا تم تحديدهم من الأحافير. كان هذا الجنس من الحيوانات العاشبة التي عاشت على الأرض. وتعتبر العينات الأحافير للفأر الوحشي مفيدة في تحديد مقاييس الأحيائية الحيوية بفضل التطور السريع لأنواعها مما يسمح لعلماء الأحافير بتحديد العمر النسبي للموقع حيث تم العثور فيها على الأحافير.